# Участие в бюджетирането
Участие в бюджетирането е процес на демократично обсъждане и вземане на решения – демокрация на участието, при която обикновени хора решават как да разпределят част от общинския или Държавен бюджет. Участие в бюджетирането позволява на гражданите да установят, обсъдят и приоритизират проекти за обществено финансиране и им дава възможността да правят реални решения за това как се изразходват парите и да контролират целия процес по финансиране и построяване на проектите.
Участие в бюджетирането обикновено включва няколко основни стъпки: 1)Членовете на общността определят приоритети за финансиране и избират бюджетни делегати. 2) Бюджетните делегати разработват определени предложенията за финансиране с помощта на експерти. 3) Членовете на общността гласуват кое предложение да се финансира. 4) Градът или институцията изпълнява топ предложенията.
Анализ на осем общини в Бразилия показва различни степени, в които участието в бюджетирането успява или се проваля, като трите основни фактора са мотивацията за кметските администрации да делегират власт, начинът по който гражданското общество реагира на новите институции, и конкретната система от правила, използвана за делегиране на решенията към гражданите.

## Порто Алегре
Първият цялостен процес по участие в бюджетирането се разви в град Порто Алегре, Бразилия, започнат през 1989. Участие в бюджетирането бе част от редица иновативни реформи, стартирани през 1989, за преодоляване на жестокото неравенство в стандартна на живот сред жителите на града. Една трета от градските жители бяха в изолирани гета в покрайнините на града, с ограничен достъп до обществени удобства (вода, канализация, здравеопазване и училища).
Участие в бюджетирането в Порто Алегре се прави всяка година, стартирайки с поредица от квартални, регионални и общоградски асамблеи, където жителите и избраните бюджетни делегати идентифицират приоритетите за финансиране и гласуват за кои приоритети трябва да реализират. Порто Алегре харчи към 200 милиона долара за година за строене и услуги, тези пари са обект на участие в бюджетирането. Годишните харчове за фиксирани разходи като обслужване на дълга и пенсии не са обект на участие в бюджетирането. Сега около 50 хиляди жители на Порто Алегре взимат участие в процеса по участие в бюджетирането. Участниците са от различни икономически и политически среди.
Цикълът на участие в бюджетирането започва през януари. Асамблеи в целия град работят с максимално участие и взаимодействие. Всеки февруари се изнася обяснение от градските специалисти за техническите и системните аспекти на градското бюджетиране. През март има пленарни асамблеи във всеки от 16-те градски района, както и регионални асамблеи справящи с въпроси за транспорт, здравеопазване, образование, спорт и икономическо развитие. Тези големи събрания – с участие надминаващо 1000 – се избират делегати, за да представляват отделните квартали. Кметът и подчинените му присъстват на тях, за да отговарят на гражданските проблеми. През следващите месеци делегатите се срещат веднъж или два пъти седмично във всеки район, за да се запознаят с техническите критерии на проектите и нуждите на района. Служителите на общината може да участват в зависимост от тяхната квалификация. На втора пленарна среща, регионалните делегати приоритизират исканията на кварталите и избират 42 съветници, представляващи всички квартали и тематични райони, за да служат в градския съвет на бюджета. Главната задача на градския съвет за бюджета е да съгласуват исканията на всеки квартал с наличните средства и да предложи и одобри цялостния общински бюджет. Изготвения бюджет е задължаващ, въпреки че градския съвет може да предложи, но не и да заповяда промени. Само кмета може да сложи вето на бюджета или да го върне на градския съвет за бюджета (това никога не се е случвало).

## Резултати и примери по света
До към 300 общности в Бразилия, повече от 1200 общности в повече от 40 страни като Аржентина, Чили, Китай, Еквадор, Парагвай, Уругвай, Канада, Германия, Франция, Италия, Испания, Англия, САЩ, Индия дори Африка, които приспособяват процеса за участие в бюджетирането. Но повечето са малки версии на участие в бюджетирането.

### Мултимедия
- Видео: Участие в бюджетирането – демократично самоуправление